# Ala (postać literacka)
Ala – bohaterka dramatu Sławomira Mrożka Tango.
Kuzynka i narzeczona Artura (są zaręczeni). Jest to znudzona otaczającą ją rzeczywistością i rozkapryszona 18-letnia panna. Charakteryzuje się swobodą obyczajów. Jest ponadto niezbyt rozgarnięta i dziecinnie naiwna. Ma długie i proste włosy, jest bardzo ładna.
Narzeczonego zdradza z Edkiem (w dodatku w dniu ślubu i tylko po to, by wzbudzić zazdrość), czym ściąga nieszczęście na Artura. Ten bowiem, chcąc zabić rywala, ginie. Ala oświadcza, że nie pragnęła takiego finału, a Artura faktycznie nie zdradziła.
Znane odtwórczynie roli Ali w spektaklach teatralnych: Karolina Adamczyk, Maria Ciunelis, Ewa Gawryluk, Barbara Kałużna, Beata Olga Kowalska, Ewa Kutynia, Beatrycze Łukaszewska, Małgorzata Osiej-Gadzina, Katarzyna Tlałka, Kamila Baar.